# ديك دونيلي
ديك دونيلي (بالإنجليزية: Dick Donnelly)‏ (11 سبتمبر 1941 في المملكة المتحدة - 21 يوليو 2016) هو لاعب كرة قدم بريطاني في مركز حراسة المرمى.